# Компьютерный синдром
Компьютерный синдром, он же компьютерный зрительный синдром — это реакция организма человека на длительную работу за компьютером. Термин появился в 1998 году по инициативе Американской ассоциации офтальмологов. На данный момент его не относят к числу болезней. Время пребывания за монитором до наступления данного синдрома сугубо индивидуально и варьируется от 2 до 12 часов экранного времени.

## Симптомы
- Потеря остроты зрения. Предметы, на которые смотрит человек, кажутся затуманенными, иногда их контуры раздваиваются.
- Сложно быстро перемещать взгляд с близких объектов на дальние и обратно.
- Усталость глаз. Буквы, цифры и изображения начинают расплываться через непродолжительное время чтения или работы за монитором.
- Головная боль.
- Жжение в глазах, ложное ощущение попадания под веки мелких инородных тел («словно песок в глаза насыпали»).
- Покраснение глазных яблок, вероятно возникновение боли при движении глаз.
- Боли в шее и в спине.
- Общее снижение работоспособности, повышенная утомляемость.

Все вышеперечисленные симптомы могут появляться в разных сочетаниях друг с другом. При прогрессирующем компьютерном синдроме возникают стойкое ухудшение зрения, стабильные проблемы при чтении. Покраснение глаз тоже превращается в постоянное.

## Осложнения
К осложнениям относятся хронические головные боли, развитие стойкой близорукости, постоянные проблемы с аккомодацией зрения. Из-за статичности позы, необходимой при работе с компьютером, к этому могут добавиться расстройства пищеварительной, нервной, дыхательной, сосудистой систем, проблемы с опорно-двигательным аппаратом.

## Распространённость
По данным Национального института безопасности и гигиены труда США, синдром компьютерного зрения поражает около 90% людей, которые проводят за компьютером три и более часов в день.
Другое исследование в Малайзии было проведено с участием 795 студентов университетов в возрасте от 18 до 25 лет. Студенты испытали головные боли вместе с напряжением глаз, при этом 89,9% опрошенных студентов испытывали какие-либо симптомы компьютерного синдрома.

## Причины возникновения
Человеческий глаз эволюционно не рассчитан на специфику зрительных нагрузок, возникающих при постоянной работе за монитором. К данным нагрузкам относится постоянная фиксация зрения на экране, сопровождаемая резким уменьшением частоты моргания. В итоге слёзная плёнка, защищающая роговицу глаза, пересыхает. Также необходимо упомянуть, что изображения на экране монитора мерцают, в отличие от природных объектов, имеют уменьшенную степень контрастности, а также являются самосветящимися и дискретными (состоящими из пикселей).
Статичность позы работающего за компьютером человека тоже относится к связанным со зрением факторам риска, так как может привести к возникновению миофасциального синдрома мышц шеи. Тем не менее, проблемы с шеей никогда не провоцируют появление «мушек» и радужных кругов перед глазами, затуманенное зрение, боль в глазах.

## Факторы, повышающие риск возникновения синдрома
- Наличие у человека глазных заболеваний (в первую очередь - нарушений рефракции, аккомодации, бинокулярного зрения, движений глаз) или психосоматических, астенических, неврастенических симптомов.
- Постоянное перемещение взгляда с монитора на клавиатуру. Если цикл перемещения взгляда выглядит как «бумага-клавиатура-экран», то нагрузки на зрение становятся ещё больше.
- Низкое разрешение монитора. Также экраны, в которых использованы электроннолучевые трубки, являются более опасными, чем жидкокристаллические.
- Неправильная настройка яркости экрана монитора.
- Расстояние от глаз до монитора меньше 30 см (в идеале оно должно равняться 50-70 см).
- Нарушено правило, согласно которому центр монитора должен находиться на 10-15 см ниже, чем глаза сидящего за ним человека.
- Световые блики на экране компьютера, стенах комнаты, рабочем столе и т. д.[4][5]
- Слишком яркое освещение рабочего места (как искусственное, так и естественное).

## Защита
- Тонкая настройка монитора для максимального уменьшения ШИМ (Широтно-импульсная модуляция).
- Использование мониторов с опцией Flicker-Free и Low Blue.
- Использование очков с компьютерным спектральным фильтром, защищающим от вредного синего света.
- Каждые 20 минут по 10 раз медленно открывать и закрывать глаза[6].
- Каждые 40 минут делать короткие перерывы в работе.
- Гимнастика для глаз в каком-либо из её вариантов, делается несколько раз в течение рабочего дня.
- Регулярные обследования у врача-офтальмолога.
- Применение глазных капель, предотвращающих высыхание роговицы.

Бесполезны:
- Приём внутрь каких-либо добавок (препаратов на основе черники).
- Сосудосуживающие средства при отеках век (приводят к возвращению отека и красноты глаз через какое-то время).